# Щеглики
Щеглики (бел. Шчэ́глікі) — упразднённая деревня в Жабинковском районе Брестской области Белоруссии. Входила в состав Жабинковского сельсовета.
В 2017 году территория включена в состав города Жабинка.

## География
Ближайшие населённые пункты Дягли, Шелухи и др.

### Гидрография
Река Мухавец.

## История
В 1905 году в Кобринском уезде Рогознянской волости Гродненской губернии.
В 2017 году деревня Щеглики упразднена, территория включена в состав города Жабинка.

## Население

### Численность
- 2009 год — 245 человек

### Динамика
- 1905 год — 223 человек (деревня Щеглики); 12 человек (шос. будка Щеглики)[4]
- 1999 год — 267 человек (перепись населения)
- 2009 год — 245 человек (перепись населения)

## Достопримечательность
- Могила И. Д. Филипука, на кладбище бывшей д. Щеглики, ныне в г. Жабинка[5] —  Историко-культурная ценность Республики Беларусь, шифр 113Д000261.